# 영가의 난
영가의 난(永嘉之亂)은 중국 서진 말기 회제의 영가 연간(307년 ~ 312년)에 이민족에 의해 일어난 반란이다.

## 개요
혜제 연간에 일어난 팔왕의 난(300년) 이후, 고대부터 중원이라 불리던 화북 지방은 혼란상태에 빠져, 다수의 유민(流氓)이라 불리는 피난민들이 각지를 유랑하고 있었고, 후한 이래 중원에 침투하여 한족들과 함께 살고 있었던 북방 민족들도 활약의 기회를 엿보고 있었다.
산서성을 중심으로 이주했던 흉노의 수령 유연은 팔왕의 난 때, 성도왕 사마영의 휘하에 있었으나 304년 서진으로부터 독립을 선언하고, 좌국성(左國城, 지금의 산서성 여량시 이석구)을 본거지로 삼고, 대(大)선우의 지위에 앉았다. 또한 한나라 때 내려진 유씨 성에 의거해 한왕을 칭했다. (이 나라는 후에 조(趙)로 이름을 바꾼다) 그 후 병주 남부로 세력을 확장해, 갈족의 석륵과 한족 유랑민의 우두머리였던 왕미를 휘하에 흡수해, 기주·청주·연주 등도 지배하에 두게 되었다.
팔왕의 난 후, 진 왕조는 동해왕 사마월에 의해 간신히 정권을 유지하는 상황에 있었기에, 회제와의 관계에 잡음이 와 동해왕이 분사(憤死)하자 일거에 구심력을 잃어버렸다. 311년 석륵군에 의해 진나라군이 대패하여 장병 10여만이 학살당하거나 포로가 되었다고 전해진다. 유연의 아들이자 후계자였던 유총은 낙양에 대군을 보내 함락시키고, 회제를 한나라의 수도 평양으로 연행했다.
회제의 사후 장안에서 민제가 옹립되었으나, 이미 실질적인 서진 왕조는 멸망한 것이나 다름없었다. 민제도 한나라의 포로가 되었고, 얼마 안 가 살해되었다. 이후 화북 지방에는 본격적인 오호십육국 시대가 시작되었다. 이 획기적인 사건이 바로 영가의 난이었다.